# Місто-рятівник

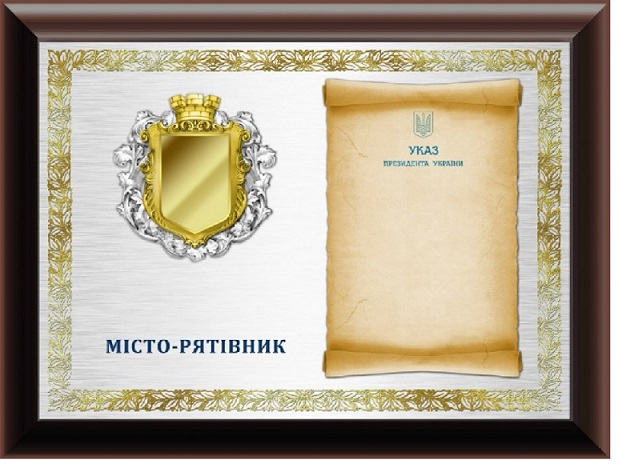
Пам'ятна плакетка до почесної відзнаки

«Місто-рятівник» — почесна відзнака, встановлена Президентом України для відзначення виявлених жителями міст іноземних держав гуманізму, милосердя, солідарності з Українським народом у відстоюванні ідеалів свободи, миру та демократії, а також підтримки нашої держави у захисті її незалежності та суверенітету під час відсічі збройної агресії Російської Федерації проти України.
Відзнака присвоюється містам іноземних держав, жителі яких масово надають гуманітарний захист та інші види допомоги громадянам України, які вимушено залишили Батьківщину внаслідок збройної агресії Російської Федерації проти України, а також іншу вагому підтримку Україні у захисті її незалежності та суверенітету.

## Історія відзнаки
- Почесна відзнака «Місто-рятівник» встановлена 22 травня 2022 року Указом Президента України Володимира Зеленського.[1]
- Тим самим Указом першим було відзначене польське місто Ряшів.
- 4 квітня 2023 року Указом Президента України В.Зеленського були затверджені Положення про почесну відзнаку, малюнки відзнаки та базового зразка пам'ятної плакетки до відзнаки.[2]

## Міста-рятівники

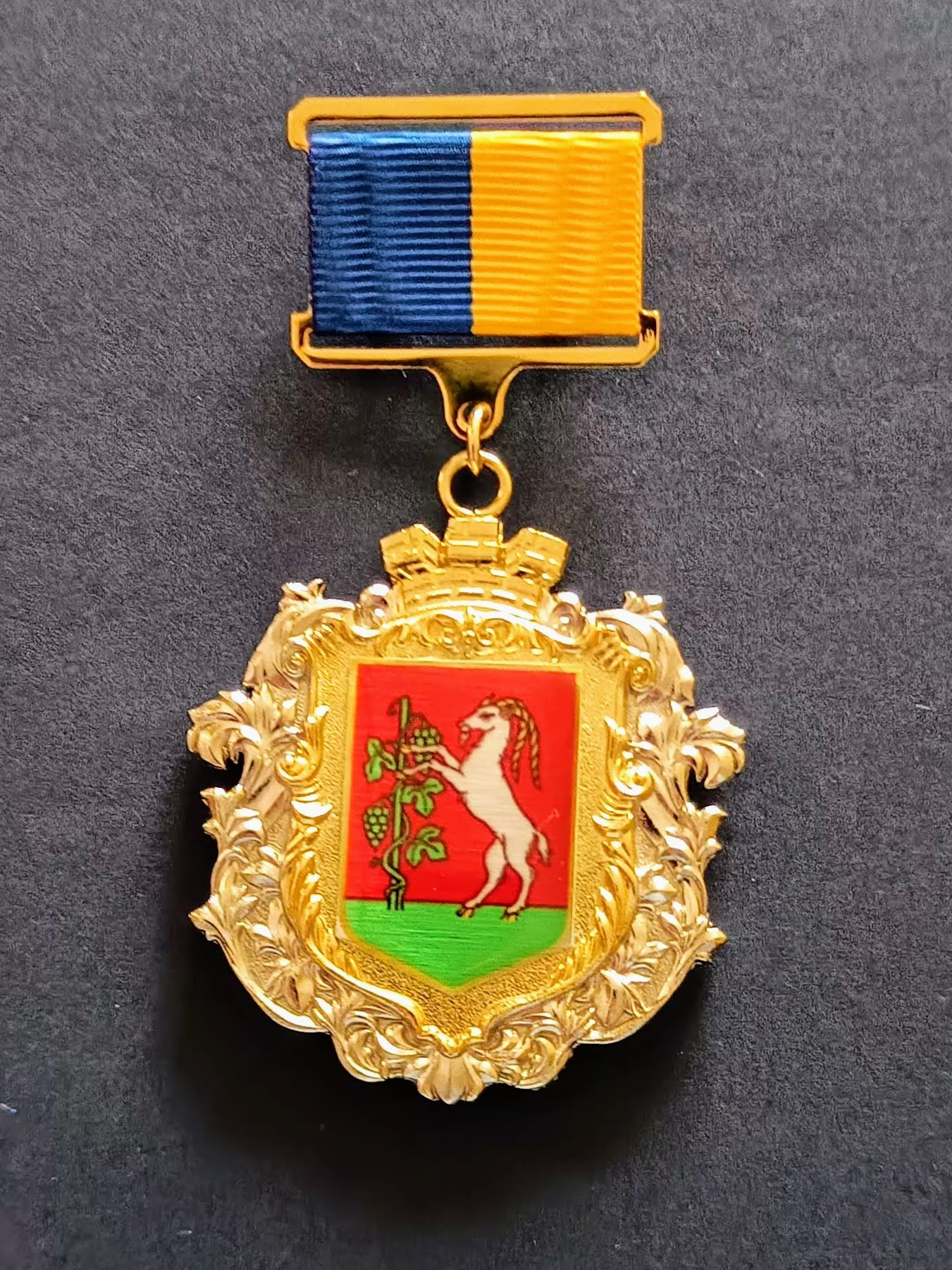
Почесна відзнака м. Люблін

Почесна відзнака присвоєна:
| № | Герб | Місто                    | Країна  | Дата відзначення | Підстава для відзначення |
| - | ---- | ------------------------ | ------- | ---------------- | --- |
| 1 |      | Ряшів(пол. Rzeszów)      | Польща  | 22 травня 2022   | З метою відзначення виявлених жителями міст іноземних держав гуманізму, милосердя, солідарності з Українським народом у відстоюванні ідеалів свободи, миру та демократії, а також підтримки нашої держави у захисті її незалежності та суверенітету під час відсічі збройній агресії Російської Федерації проти України |
| 2 |      | Перемишль(пол. Przemyśl) | Польща  | 11 липня 2022    | За виявлені гуманізм, милосердя і солідарність з Українським народом, всебічну допомогу громадянам України, які вимушено залишили Батьківщину внаслідок збройної агресії Російської Федерації проти України, а також вагому підтримку України у захисті її незалежності та суверенітету                                 |
| 3 |      | Прага(чеськ. Praha)      | Чехія   | 28 жовтня 2022   | За виявлені гуманізм, милосердя і солідарність з Українським народом, всебічну допомогу громадянам України, які вимушено залишили Батьківщину внаслідок збройної агресії Російської Федерації проти України, а також вагому підтримку України у захисті її незалежності та суверенітету                                 |
| 4 |      | Вільнюс (лит. Vilnius)   | Литва   | 24 січня 2023    | За виявлені гуманізм, милосердя і солідарність з Українським народом, всебічну допомогу громадянам України, які вимушено залишили Батьківщину внаслідок збройної агресії Російської Федерації проти України, а також вагому підтримку України у захисті її незалежності та суверенітету                                 |
| 5 |      | Люблін(пол. Lublin)      | Польща  | 3 квітня 2023    | За виявлені гуманізм, милосердя і солідарність з Українським народом, всебічну допомогу громадянам України, які вимушено залишили Батьківщину внаслідок збройної агресії Російської Федерації проти України, а також вагому підтримку України у захисті її незалежності та суверенітету                                 |
| 6 |      | Холм(пол. Chełm)         | Польща  | 3 квітня 2023    | За виявлені гуманізм, милосердя і солідарність з Українським народом, всебічну допомогу громадянам України, які вимушено залишили Батьківщину внаслідок збройної агресії Російської Федерації проти України, а також вагому підтримку України у захисті її незалежності та суверенітету                                 |
| 7 |      | Париж(фр. Paris)         | Франція | 18 квітня 2023   | За виявлені гуманізм, милосердя і солідарність з Українським народом, всебічну допомогу громадянам України, які вимушено залишили Батьківщину внаслідок збройної агресії Російської Федерації проти України, а також вагому підтримку України у захисті її незалежності та суверенітету                                 |
| 8 |      | Варшава(пол. Warszawa)   | Польща  | 13 січня 2025    | За виявлені гуманізм, милосердя і солідарність з Українським народом, всебічну допомогу громадянам України, які вимушено залишили Батьківщину внаслідок збройної агресії Російської Федерації проти України, а також вагому підтримку України у захисті її незалежності та суверенітету                                 |

## Опис відзнаки
- Почесна відзнака має вигляд картуша з мурованою короною на тлі листя аканта. У картуші вміщено герб міста, якому присвоєно почесну відзнаку.
- Почесна відзнака виготовляється зі сплавів міді. Зображення картуша і корони покриті гальванічним золотом, листя аканта — нікелем.
- На зворотному боці почесної відзнаки у картуші вміщено напис «______________МІСТО-РЯТІВНИК».
- Зображення картуша, корони та листя аканта — рельєфні.
- Розмір почесної відзнаки: висота — 50 мм, ширина — 47,5 мм.
- За допомогою вушка та кільця почесна відзнака з'єднується з колодкою, виготовленою зі сплавів міді з покриттям гальванічним золотом. Верхня і нижня частини колодки мають прорізи, через які поверхню колодки обтягнуто стрічкою. Розмір колодки: висота — 23 мм, ширина — 32 мм. На зворотному боці колодки — застібка для прикріплення до прапора міста.
- Стрічка почесної відзнаки шовкова муарова, з поздовжніми смужками синього і жовтого кольорів. Ширина стрічки 28 мм, ширина кожної смужки 14 мм.
- Пам'ятна плакетка до почесної відзнаки має форму горизонтального прямокутника. Основа плакетки виготовляється з ламінованого композитного матеріалу, на яку вміщено прямокутну пластину білого металу.
- У правій половині пластини зображено розгорнутий сувій з текстом Указу Президента України про присвоєння почесної відзнаки.
- У лівій половині пластини зображено почесну відзнаку без колодки, нижче напис у два рядки літерами синього кольору: «______________МІСТО-РЯТІВНИК».
- По краю пластини орнамент у вигляді лаврового листя золотавого кольору.
- Розмір пам'ятної плакетки — 220×300 мм.